# Podarcis waglerianus
Podarcis waglerianus е вид влечуго от семейство Гущерови (Lacertidae).

## Разпространение
Видът е разпространен в Италия.